# کمشچه
کُمشِچـِه شهری در بخش حبیب آباد از شهرستان برخوار در استان اصفهان کشور ایران است.
این شهر در بیست و پنج کیلومتری جاده اصفهان قرار دارد.
نان و نانوایی‌کردن در زندگی مردم این شهر نقش پررنگی دارد، تعداد زیادی از مردم شهر در کارگاه‌های نانوایی مشغول به کارند. برکت نان باعث شده است که نرخ بیکاری در این شهر پایین باشد.
شهرک صنعتی این شهر دارای شش فاز و یکی از بزرگ‌ترین مراکز صنعتی استان است. زبان اهالی این شهر فارسی قدیم است و استفاده از این زبان مانند بسیاری از زبانهای دیگر قدیمی در حال نزول است. 
تعزیه (شبیه خوانی) در این شهر دارای محبوبیت فراوانی است و هر ساله شاهد برگزاری تعداد زیادی از این نوع عزاداری در این شهر هستیم
. این شهر دارای معادن باریت و فلوریت است.

## جغرافیای سیاسی، انسانی، اقتصادی
این شهر تابع شهرستان برخوار و یکی از سه شهر بخش حبیب آباد می‌باشد. کمشچه در حدود ۲۰ کیلومتری شمال شهر اصفهان واقع شده‌است.
جمعیت این شهر بر طبق سرشماری سال ۱۳۹۵ هجری شمسی جمعیت برابر با ۵۱۰۰ نفر بوده‌است.
در این شهر نزدیک به ۳۰۰ واحد کارگاه نانوایی وجود دارد که تعداد زیادی از مردم این شهر در این کارگاه‌ها مشغول کارند. این شهر یک شهرک صنعتی نیز دارد که حدود ۲۰ درصد مردم این شهر در آن شهرک مشغول کارند. کمشچه به لطف کارگاه‌های نانوایی، شهرک صنعتی و البته تلاش و پشتکار مردم آن معضلی به نام بیکاری ندارد.
کمشچه در سال ۱۳۸۱ خورشیدی به عنوان شهر شناخته شد.